# Mitropa Cup de 1927
A Temporada 1927 da Mitropa Cup foi a temporada inaugural da Mitropa Cup. Foi disputada por times da Iugoslávia, Áustria, Hungria e Tchecoslováquia. O vencdor foi o AC Sparta Praha, que venceu o SK Rapid Wien na final.

## Quartas de final
| Equipe 1      | Total | Equipe 2                | 1.º jogo | 2.º jogo |
| ------------- | ----- | ----------------------- | -------- | -------- |
| MTK           | 8–2   | BSK Belgrade            | 4–2      | 4–0      |
| Rapid Vienna  | 9 - 1 | Iugoslávia Hajduk Split | 8 - 1    | 1 - 0    |
| Sparta Prague | 8 - 6 | SK Admira Wien          | 5 - 1    | 3 - 5    |
| Slavia Prague | 6 - 2 | Hungria Újpest FC       | 4 - 0    | 2 - 2    |

## Semifinais
| Equipe 1                | Total | Equipe 2        | 1.º jogo | 2.º jogo |
| ----------------------- | ----- | --------------- | -------- | -------- |
| SK Slavia Praha         | 3 - 4 | SK Rapid Wien   | 2 - 2    | 1 - 2    |
| MTK Hungária FC Hungria | 2 - 2 | AC Sparta Praha | 2 - 2    | 0 - 0    |

o Sparta ganhou a vaga devido à escalação irregular de um jogador do MTK

## Finais
| Equipe 1        | Total | Equipe 2      | 1.º jogo | 2.º jogo |
| --------------- | ----- | ------------- | -------- | -------- |
| AC Sparta Praha | 7 - 4 | SK Rapid Wien | 6 - 2    | 1 - 2    |

## Artilharia
| 5 gols (1) - Josef Silny 4 gols (4) - Johann Hoffmann - Ferdinand Wesely - Evzen Vesely - Antonin Puc 3 gols (2) - Johann Luef - Adolf Patek 1. |